# Liste der Kulturdenkmale in Heidelberg

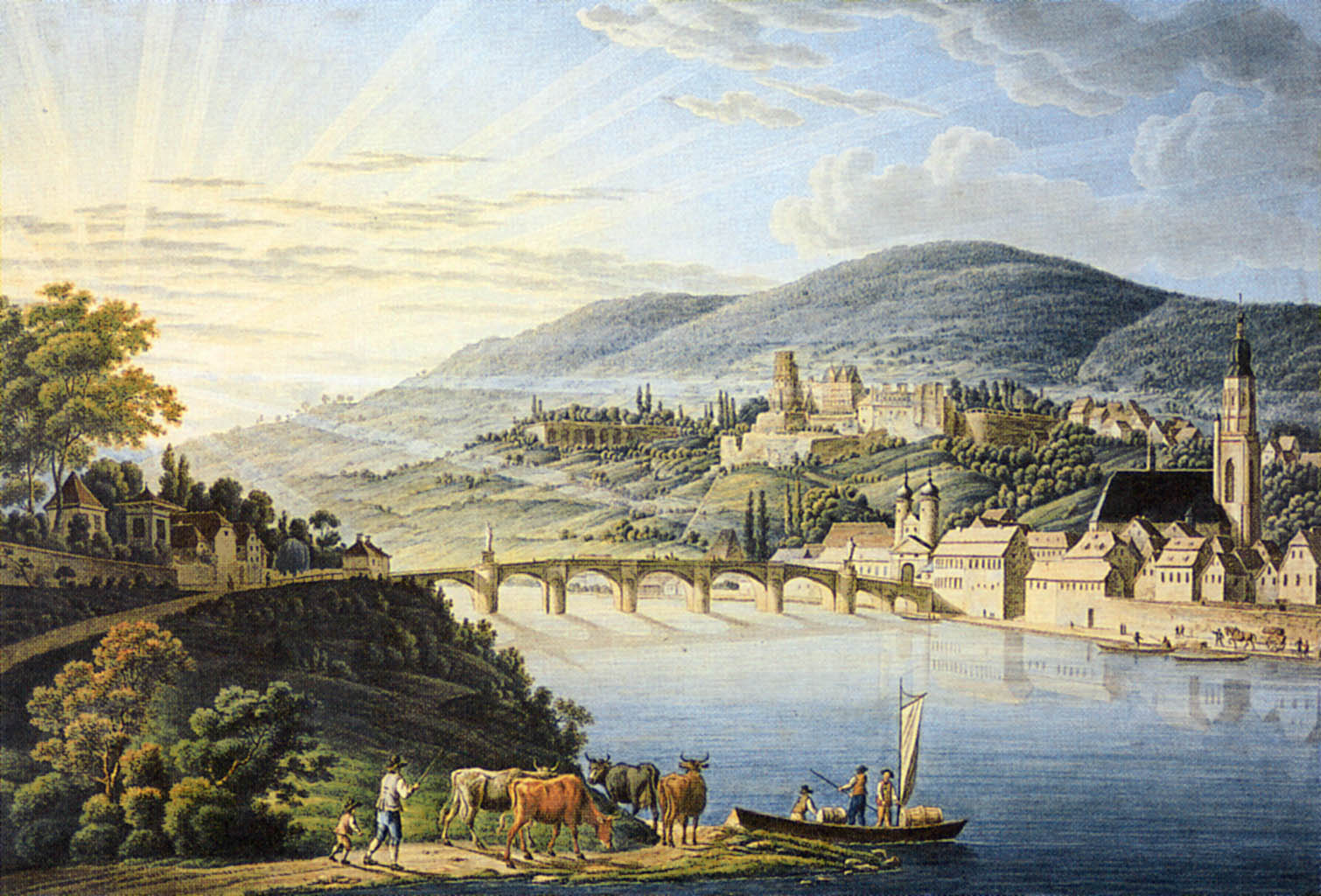
Heidelberger Schloss um 1800

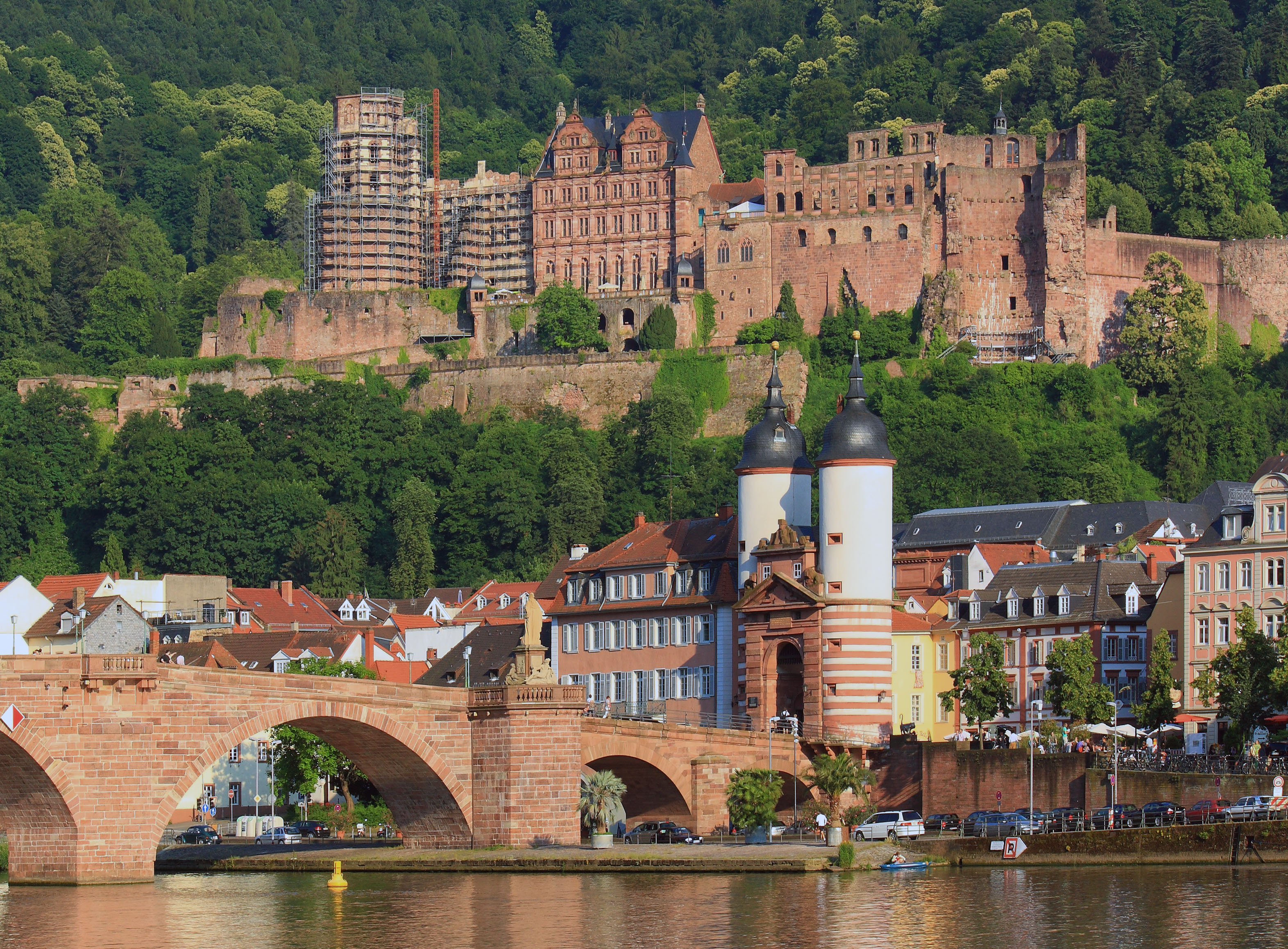
Die alte Brücke über den Neckar

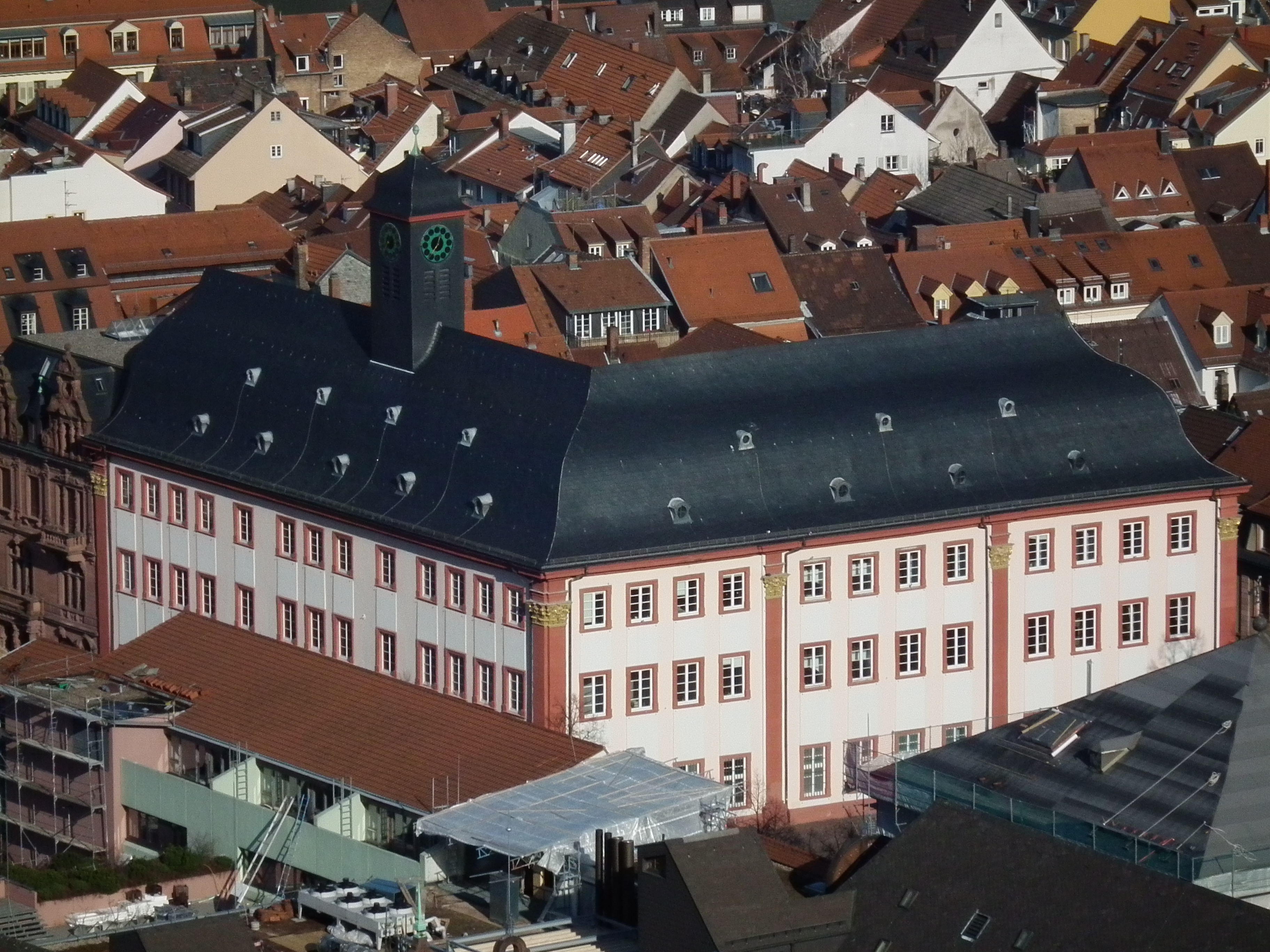
Alte Aula der Universität

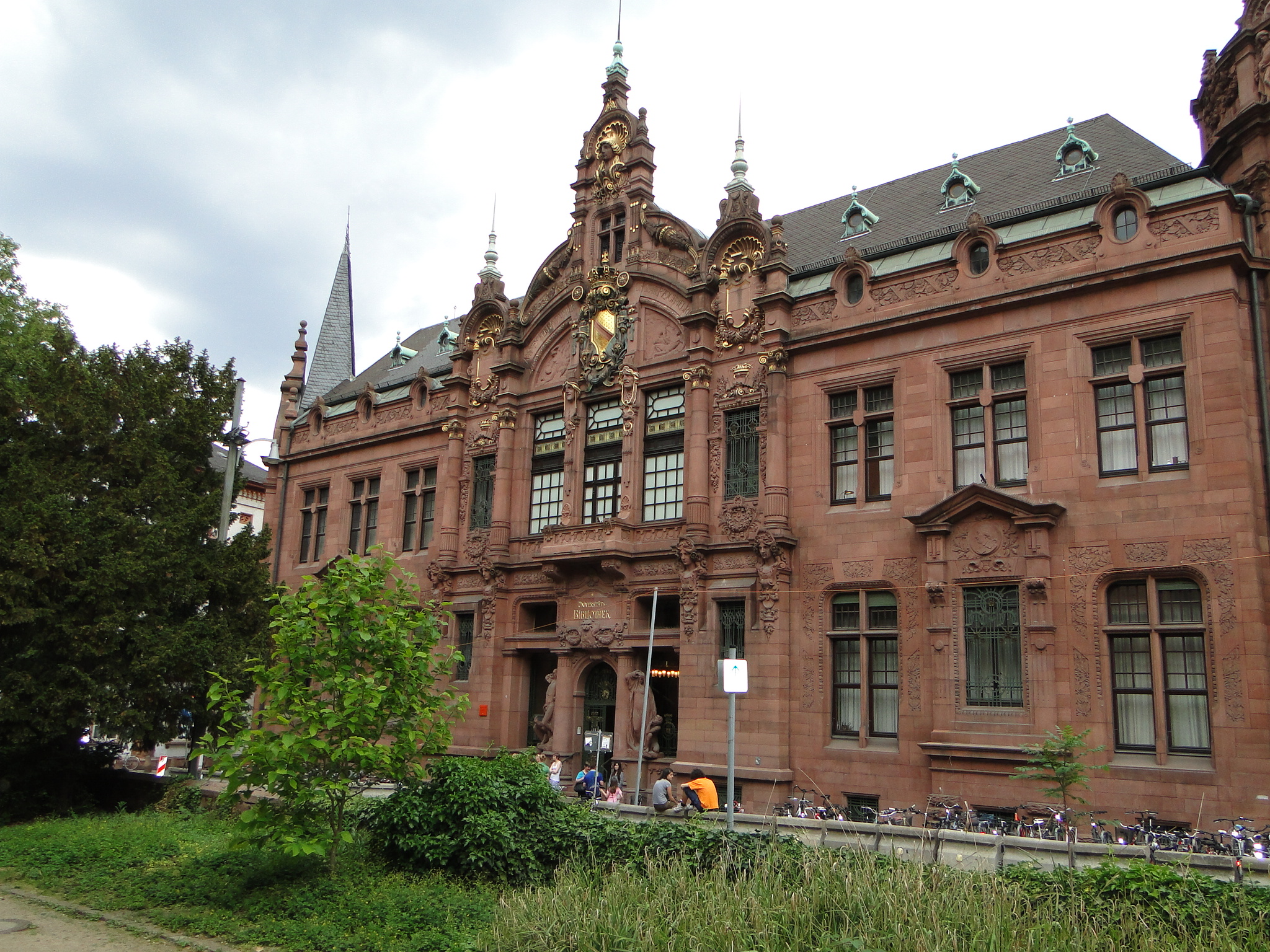
Universitätsbibliothek, Haupteingang

Die Heidelberger Stadtteile

In der Liste der Kulturdenkmale in Heidelberg sind alle unbeweglichen Bau- und Kunstdenkmale der Stadt Heidelberg und ihrer Stadtteile verzeichnet, die in der Denkmaltopographie Stadtkreis Heidelberg. (= Teilband 1 und 2 der Denkmaltopographie Bundesrepublik Deutschland, Kulturdenkmale in Baden-Württemberg Band II.5.1), herausgegeben von Melanie Mertens, Jan Thorbecke Verlag 2013, verzeichnet sind. Sie ist auf dem Stand von 2013 und verzeichnet sind die folgenden unbeweglichen Bau- und Kunstdenkmäler (siehe jeweils die Teilliste).

## Aufteilung
Die Kulturdenkmale in Heidelberg sind in Teillisten nach Stadtteilen aufgegliedert.
Diese selbst wiederum in die jeweiligen amtlichen Straßen.
Die 15 Heidelberger Stadtteile lassen sich in die Altstadt und die eingemeindeten Stadtteile einteilen. Dabei entspricht die Altstadt weitgehend der Heidelberger Markung, wohingegen die umgebenden Stadtteile die Markungen der eingemeindeten Orte widerspiegeln.
Diese Liste ist nicht rechtsverbindlich. Eine rechtsverbindliche Auskunft ist lediglich auf Anfrage bei der Unteren Denkmalschutzbehörde der Stadt Heidelberg erhältlich.

## Legende
- Bild: Zeigt ein ausgewähltes Bild aus Commons, „Weitere Bilder“ verweist auf die Bilder der jeweiligen Denkmal-Kategorie.
- Bezeichnung: Nennt den Namen, die Bezeichnung oder die Art des Kulturdenkmals.
- Adresse: Nennt den Straßennamen und, wenn vorhanden, die Hausnummer des Kulturdenkmals. Die Grundsortierung der Liste erfolgt nach dieser Adresse. Der Link „Karte“ führt zu verschiedenen Kartendarstellungen und nennt die Koordinaten des Kulturdenkmals.
- Datierung: Gibt die Datierung an; das Jahr der Fertigstellung bzw. den Zeitraum der Errichtung. Eine Sortierung nach Jahr ist möglich.
- Beschreibung: Nennt bauliche und geschichtliche Einzelheiten des Kulturdenkmals, vorzugsweise die Denkmaleigenschaften.
- ID: Gibt die vom Landesamt für Denkmalpflege Baden-Württemberg vergebene Objekt-ID des Kulturdenkmals an. Eine ID des Denkmalamtes gibt es noch nicht.

| Nr.              | Liste der Kulturdenkmale in Stadtbezirk     | Lage                                 |
| ---------------- | ------------------------------------------- | ------------------------------------ |
| Stadtteil Nr. 01 | Heidelberg-Altstadt                         | Lage des Stadtbezirks Altstadt       |
| Stadtteil Nr. 02 | Bahnstadt                                   | Lage des Stadtbezirks Bahnstadt      |
| Stadtteil Nr. 03 | Bergheim                                    | Lage des Stadtbezirks Bergheim       |
| Stadtteil Nr. 04 | Boxberg                                     | Lage des Stadtbezirks Boxberg        |
| Stadtteil Nr. 05 | Emmertsgrund – besitzt keine Kulturdenkmale | Lage des Stadtbezirks Emmertsgrund   |
| Stadtteil Nr. 06 | Handschuhsheim                              | Lage des Stadtbezirks Handschuhsheim |
| Stadtteil Nr. 07 | Kirchheim                                   | Lage des Stadtbezirks Kirchheim      |
| Stadtteil Nr. 08 | Neuenheim                                   | Lage des Stadtbezirks Neuenheim      |
| Stadtteil Nr. 09 | Pfaffengrund                                | Lage des Stadtbezirks Pfaffengrund   |
| Stadtteil Nr. 10 | Rohrbach                                    | Lage des Stadtbezirks Rohrbach       |
| Stadtteil Nr. 11 | Schlierbach                                 | Lage des Stadtbezirks Schlierbach    |
| Stadtteil Nr. 12 | Südstadt                                    | Lage des Stadtbezirks Südstadt       |
| Stadtteil Nr. 13 | Weststadt                                   | Lage des Stadtbezirks Weststadt      |
| Stadtteil Nr. 14 | Wieblingen                                  | Lage des Stadtbezirks Wieblingen     |
| Stadtteil Nr. 15 | Ziegelhausen                                | Lage des Stadtbezirks Ziegelhausen   |